# Israelische Siedlung

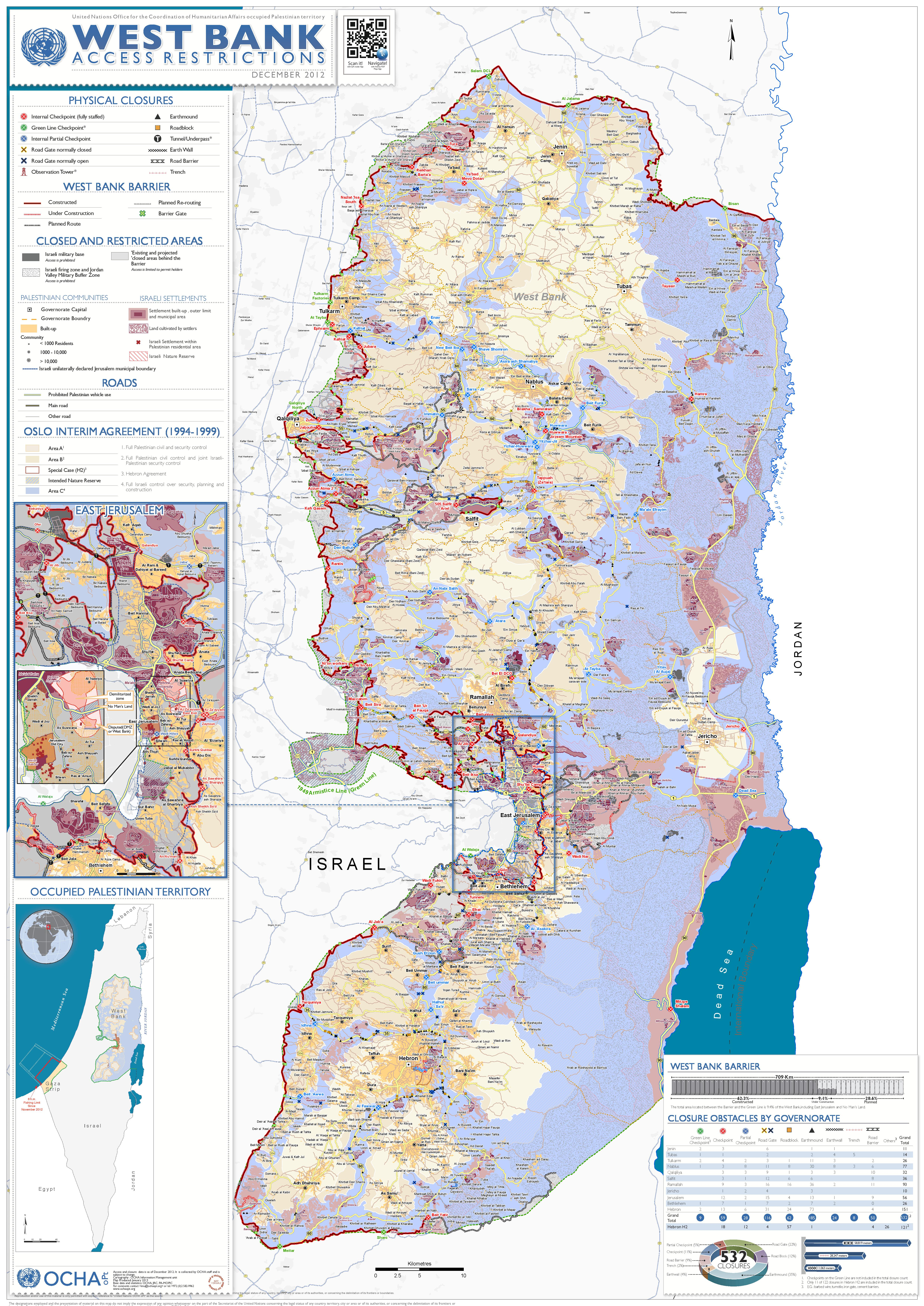
Gelb: Palästinensisches Selbstverwaltungsgebiet (Gebiet A nach Oslo-Abkommen),
Elfenbein: Palästinensisches Selbstverwaltungsgebiet, teilweise unter Kontrolle des israelischen Militärs (Gebiet B)
Hellblau: Palästinensisches Selbstverwaltungsgebiet unter vollständiger israelischer Kontrolle (Gebiet C)
Magenta: israelische Siedlung
Hellrosa: kommunales Gebiet der Siedlung
Weiß: Vom israelischen Militär gesperrt
Straßen
Grau: Zugang verboten oder eingeschränkt für palästinensische Fahrzeuge

Als israelische Siedlung werden israelische Städte und Dörfer bezeichnet, die jenseits der Grünen Linie, der Waffenstillstandslinie von 1949, in den besetzten Gebieten des Westjordanlands und von Ost-Jerusalem liegen. Im Westjordanland leben knapp 430.000 jüdische Siedler (gegenüber 2,5 Mio. Palästinensern), in Ostjerusalem knapp 230.000 (vs. 360.000 Palästinenser).
Die Siedlungen, die von den israelischen Streitkräften bewacht und verteidigt werden, werden vom Internationalen Gerichtshof und von den Vereinten Nationen als völkerrechtlich illegal eingestuft, zuletzt 2024 in einem Rechtsgutachten des Internationalen Gerichtshofs. Obwohl Israels Regierung den gegenteiligen Standpunkt vertritt, erklärte das oberste Gericht des Landes Enteignungen im Westjordanland mehrfach für verfassungswidrig.

## Siedlungsgebiete

Israel und die eroberten Gebiete nach dem Sechstagekrieg. Die Sinai-Halbinsel und der Gazastreifen wurden von Israel wieder verlassen.

Die israelischen Siedlungen befinden sich im Westjordanland, Ostjerusalem und auf den Golanhöhen. Aus den ehemaligen Siedlungen auf der Sinai-Halbinsel zog sich Israel 1982 nach der Friedensvereinbarung mit Ägypten zurück. 21 Siedlungen im Gazastreifen (Gush Katif) mit ihren ca. 9000 Siedlern, sowie 4 Siedlungen in Nordsamarien wurden im Jahr 2005 im Zuge der Umsetzung des Scharon-Plans aufgelöst. Einige dieser Siedlungen waren über 30 Jahre alt, ca. 10.000 Menschen mussten ihre Häuser verlassen. Die Familien wurden zwar mit durchschnittlich 600.000 ILS entschädigt, mussten aber oft lange in Behelfsunterkünften auf ein neues Haus warten. Einige haben sich in Siedlungen im Westjordanland niedergelassen.
Israel betrachtet die Golanhöhen und Ostjerusalem als annektiert, weshalb die Siedlungen auf den Golanhöhen verwaltungstechnisch in den Nordbezirk des Staates Israel, diejenigen in und um Ostjerusalem in den Bezirk Jerusalem integriert sind. Diese Annektierungen werden von der Mehrheit der Staaten nicht anerkannt. Die Siedlungen im Westjordanland, das im amtlichen israelischen Sprachgebrauch als Judäa und Samaria bezeichnet wird, werden in vier Städten sowie Regional- und Lokalverbänden verwaltet und vom Jescha-Rat politisch vertreten.

## Historischer Hintergrund
Durch das Waffenstillstandsabkommen nach dem Sechstagekrieg erhielt Israel die Kontrolle über die Gebiete, die es während der Kampfhandlungen erobert hatte:
- das gesamte Gebiet des Westjordanlandes (Cisjordanien), das seit 1948 unter jordanischer Herrschaft war, darunter auch Ostjerusalem
- die gesamte zu Ägypten gehörende Sinai-Halbinsel bis zum Suezkanal sowie den Gazastreifen, der unter ägyptischer Militärverwaltung stand
- fast die gesamten zu Syrien gehörenden Golanhöhen

Statt der von Israel anschließend erwarteten Land-gegen-Frieden-Angebote der Araber beschloss die Arabische Liga im September 1967 in Khartum ihre drei Neins: Nein zur Anerkennung Israels, zum Frieden und zu Beziehungen mit Israel. Für nationalreligiöse Juden stand nun das ganze „Land Israel“ (Eretz Israel), identisch mit dem geografischen Begriff Palästina, unter israelischer Kontrolle, die Rückkehr in die historische Heimat war komplett.

## Geschichte des Siedlungsbaus

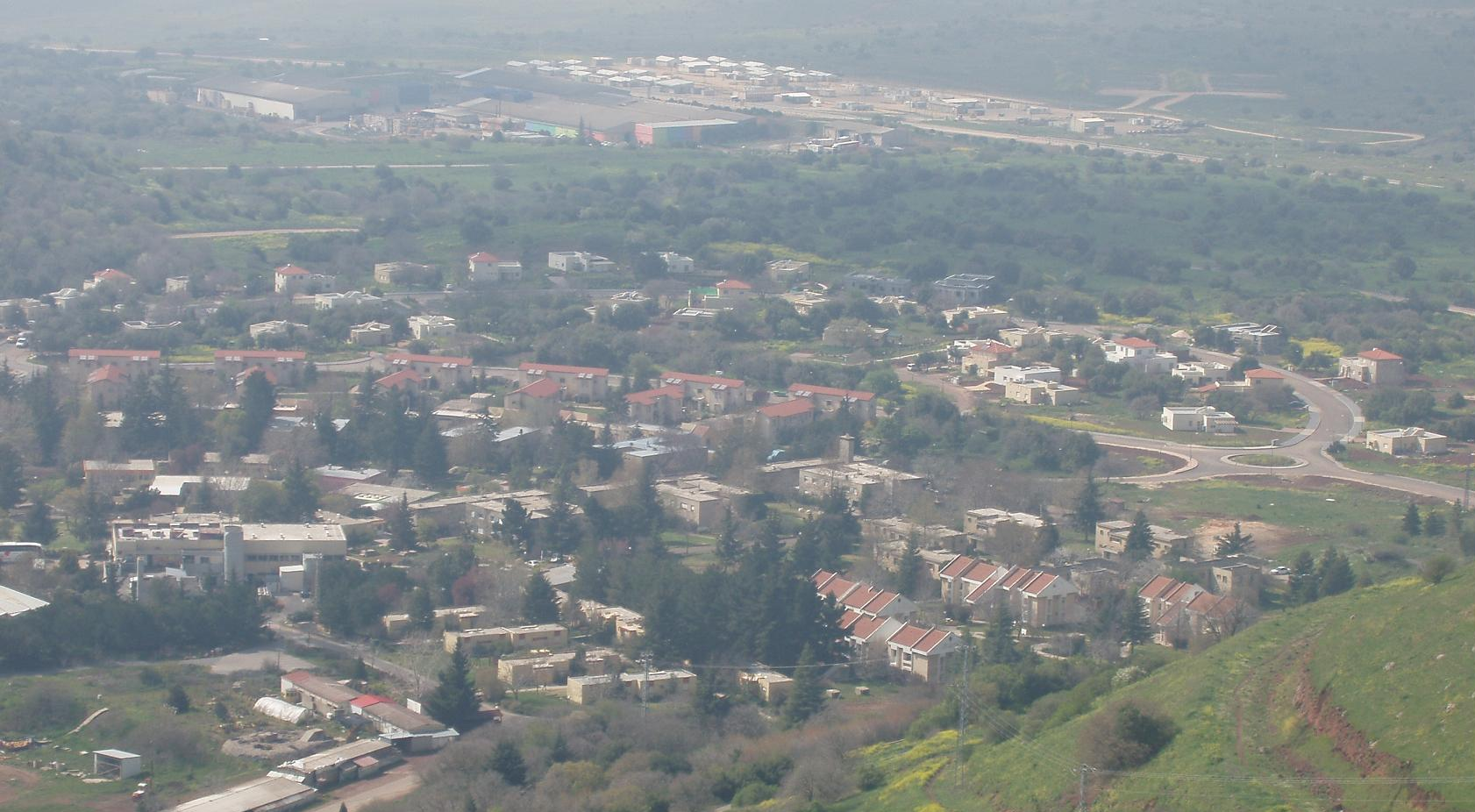
Blick vom Har Bental nach Nordwesten auf Merom Golan

Während Vizepremier Jigal Allon die Bedeutung von Siedlungen in strategisch wichtigen Gebieten für die Errichtung sicherer Grenzen betonte, entwarf er 1968 einen Plan für die Besiedelung der Golanhöhen, des unteren Jordantals, der Nordwestküste des Toten Meers, des östlichen Abhangs von Judäa und Samaria, des nordöstlichen Rands der Sinai-Halbinsel (Jamit), sowie eines Landstreifens von Eilat bis zur südlichen Spitze der Halbinsel.
Bereits innerhalb eines Monats nach Kriegsende entstand auf den Golanhöhen mit dem Kibbuz Merom Golan die erste Siedlung. Die ersten, von Awoda-Regierungen bis 1977 gebauten Siedlungen des Westjordanlands wurden mit dem ausdrücklichen Ziel errichtet, eine jüdische Mehrheit in wichtigen strategischen Gebieten wie dem Tel-Aviv-Jerusalem-Korridor zu sichern. Die erste nach dem Sechstagekrieg dort gegründete Siedlung war Kfar Etzion. Sie entstand im September 1967. 1968 gab es nur fünf dünn besiedelte Siedlungen jenseits der Grünen Linie.

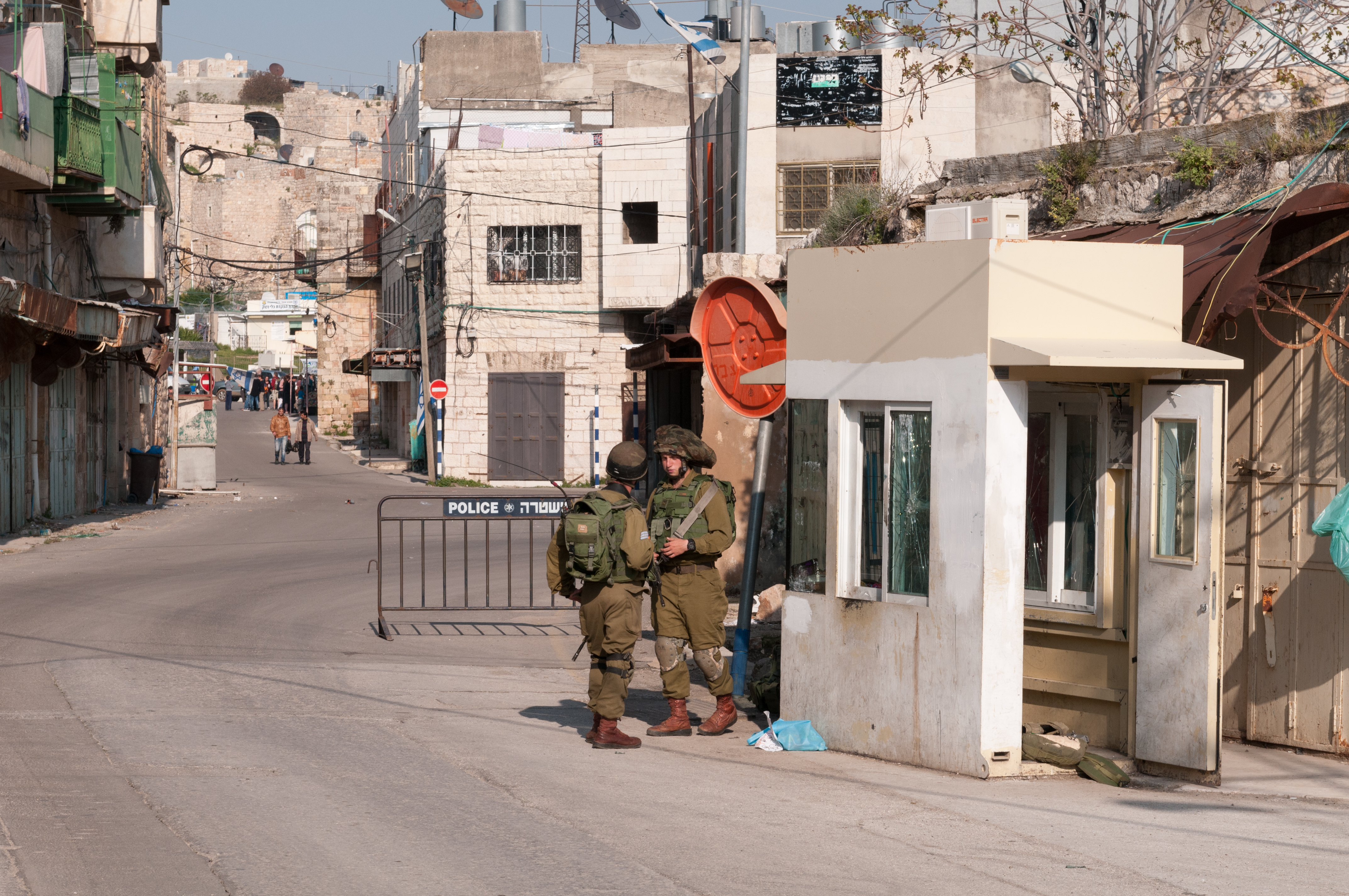
Von Israel beanspruchter Stadtteil von Hebron

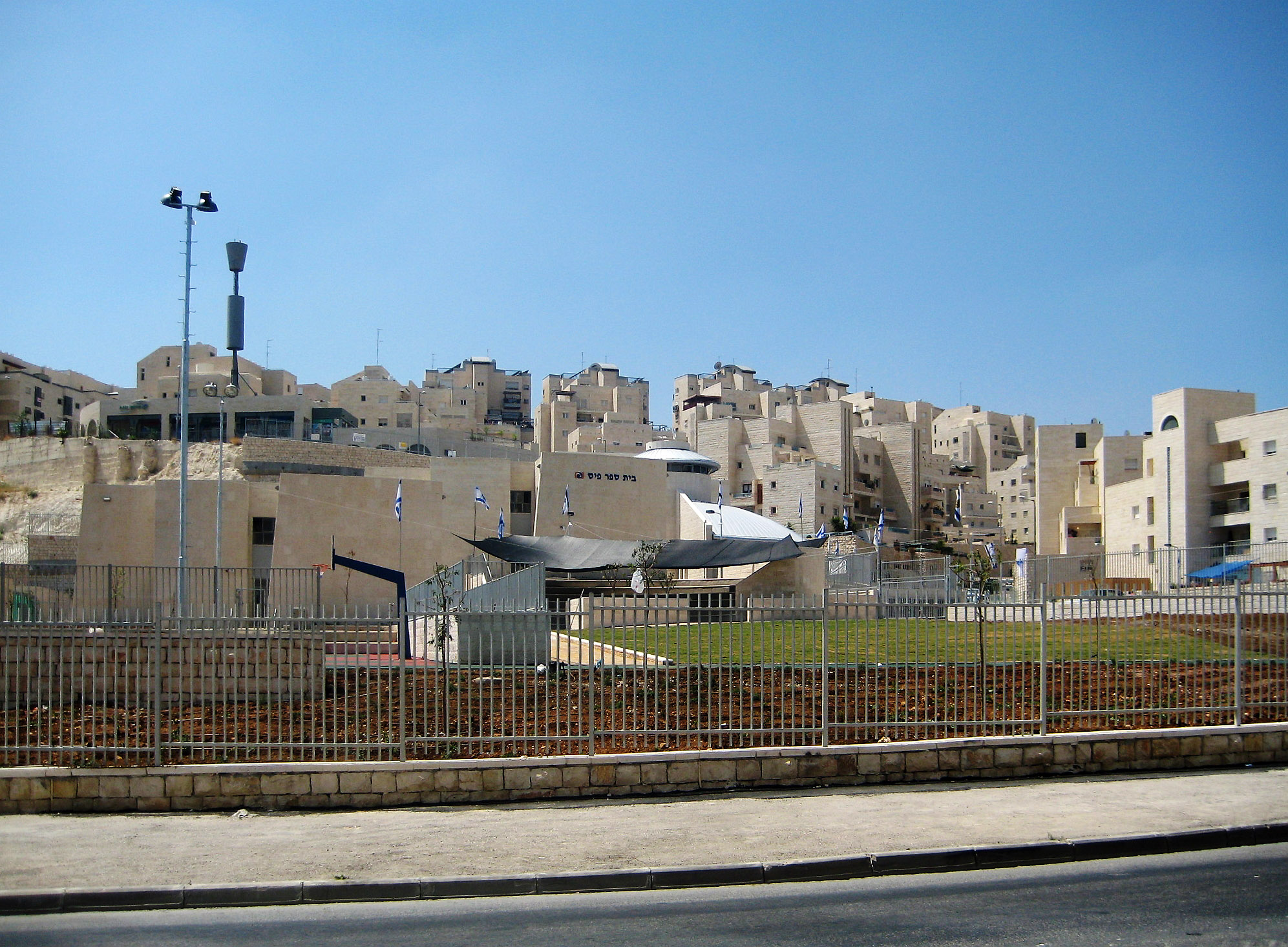
Siedlung Har Choma

Eine weitere frühe Siedlungsgründung begann in der Stadt Hebron, in der sich das Grab des Patriarchen Abraham befindet. Dort hatte es bis zu den anti-jüdischen Massakern 1929 eine jahrhundertealte jüdische Gemeinde gegeben. Nicht zufällig setzte sich eine Gruppe nationalreligiöser Juden unter Führung des Rabbiners Mosche Levinger zum Pessach-Fest 1968 dort fest. Nach Verhandlungen mit der Regierung wurde 1970 dann die Siedlung Kirjat Arba im Osten der Stadt gegründet.
Bis zur Wahl von Menachem Begin zum Ministerpräsidenten 1977 wurden nur wenige solcher religiös-ideologischen Siedlungen gegründet. Begins und folgende Likud-geführte Regierungen gewährten Juden finanzielle Anreize, ins besetzte Westjordanland zu ziehen, auch wenn die besiedelten Gebiete keinen strategischen Wert hatten. Ihr Zweck war es, Israels Einfluss auf das Territorium, das Teil des biblischen und historischen Israel war, zu festigen und der Schaffung eines palästinensischen Staates zuvorzukommen. Unmittelbar nach den Wahlen von 1977 lebten 1.900 Juden in 38 Siedlungen.
Die Entwicklung der Bevölkerung im weiteren Verlauf:
| Jüdische Bevölkerung in den besetzten Gebieten | 1948                    | 1966 | 1972   | 1983    | 1993    | 2004    | 2006     | 2010    | 2014    | 2018    | 2020    |
| ---------------------------------------------- | ----------------------- | ---- | ------ | ------- | ------- | ------- | -------- | ------- | ------- | ------- | ------- |
| Westjordanland (ohne Ostjerusalem)             | 480 (siehe Kfar Etzion) | 0    | 1.182  | 22.800  | 111.600 | 234.487 | 282.400  | 314.100 | 400.000 | 427.800 | 451.700 |
| Ostjerusalem                                   | 2.300                   | 0    | 8.649  | 76.095  | 152.800 | 181.587 | 184.0571 | 198.629 |         | 218.000 | 220.000 |
| Golanhöhen                                     | 0                       | 0    | 900    | 6.800   | 12.600  | 17.265  | 18.105   | 19.797  | 21.000  |         |         |
| Gaza                                           | 30 (siehe Kfar Darom)   | 0    | 7002   | 900     | 4.800   | 7.826   | 0        | 0       | 0       | 0       | 0       |
| Summe                                          | 2.810                   | 0    | 11.231 | 106.595 | 281.800 | 441.165 | 484.562  | 512.769 |         |         |         |

1 2005

2 einschließlich des Sinai
| Bevölkerung im Westjordanland | 1967    | 1977    | 1987    | 1997     | 2004     |
| ----------------------------- | ------- | ------- | ------- | -------- | -------- |
| Palästinenser                 | 597.900 | 695.700 | 888.100 | 1,8 Mio. | 2,3 Mio. |
| Israelis                      | 0       | 4.400   | 60.300  | 160.200  | 243.900  |

Mitte 2012 gab es rund 250 israelische Siedlungen und Außenposten mit insgesamt mehr als 600.000 Einwohnern, dessen gesamte Infrastruktur ca. 2 % des Territoriums des Westjordanlands ausmachten. Davon lebten rund 350.000 in Siedlungen im Westjordanland, etwa 300.000 in und um Ostjerusalem und rund 20.000 in den 33 Siedlungen auf den Golanhöhen.
Im Jahr 2019 leben im Westjordanland und Ost-Jerusalem zusammen ca. 700.000 jüdische Siedler.

## Arten von Siedlungen

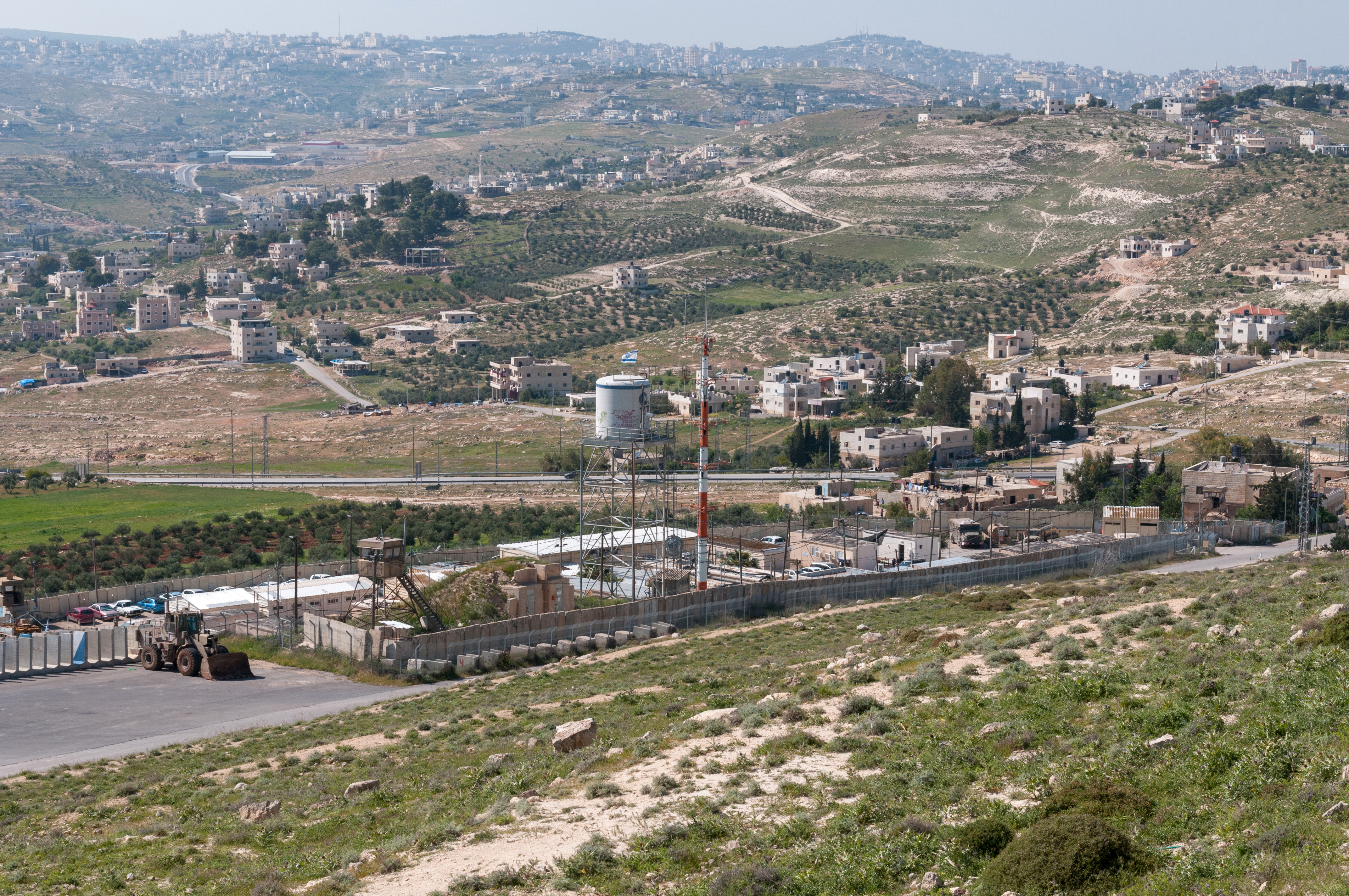
Israelischer Militärposten am Herodium

- Siedlungen, die Städte mit zehntausenden von Einwohnern und kompletter Infrastruktur bilden, wie etwa Ariel, Betar Illit, Modiʿin Illit und Giwat Seew
- Siedlungen, die an andere Gemeinden angeschlossen sind, wie beispielsweise Gilo in Ostjerusalem
- Siedlungen, die jüdische Enklaven innerhalb von palästinensischen Städten bilden, wie etwa in Hebron
- Siedlungen, die in der Nähe von palästinensischen Ortschaften weit von der Grünen Linie liegen, wie Itamar
- Wehr- und Grenzdörfer
- so genannte „Outposts“ – Außenposten, die hauptsächlich aus Wohnmobilen, manchmal auch Zelten, bestehen.

Die meisten dieser Siedlungen wurden neu errichtet, einige bestanden bereits vor 1948 und wurden nach der Eroberung des Gebietes durch Transjordanien evakuiert. Die neu errichteten Siedlungen liegen oft in geringer Entfernung von palästinensischen Dörfern und Städten auf den strategisch günstigen Hügeln. Sie sind oft nach biblischen Orten benannt.
Häufig gibt es in der näheren Umgebung einen arabischen Ort, der ähnlich heißt oder hieß. Beispielsweise liegt neben der Siedlung Ateret der arabische Ort ʿAṭāra, neben Bet El Bētīn (der Lautwandel -īl > īn ist häufig im Palästinensisch-Arabischen), neben Ofra das ehemalige il-ʿUfra, das heute iṭ-Ṭayyibe heißt.

## Siedlungen an früher von Juden besiedelten Orten

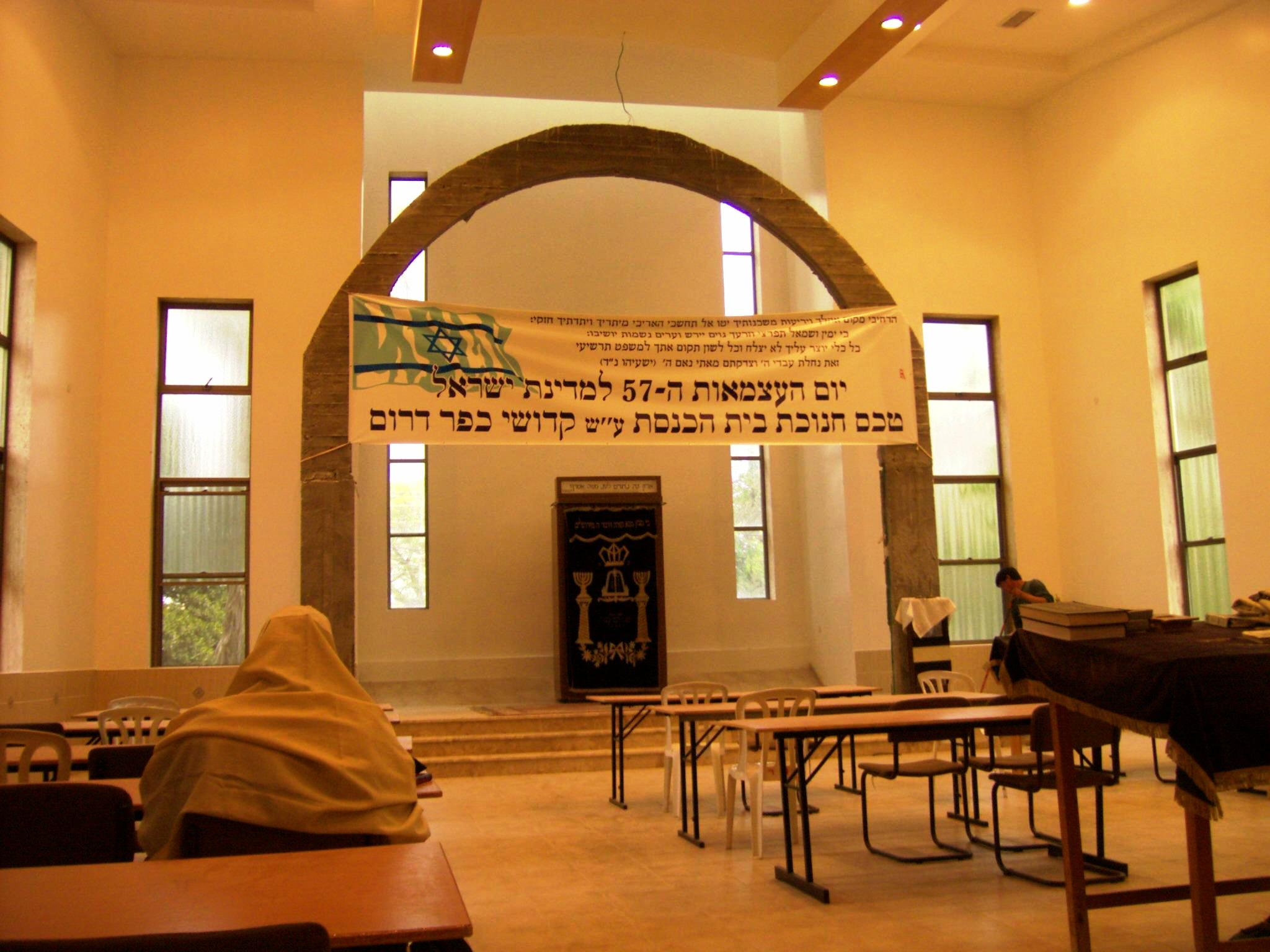
Synagoge in Kefar Darom

Einige Siedlungen wurden an Orten errichtet, die auch schon zur Zeit des britischen Mandats oder davor von Juden besiedelt waren.
- Golanhöhen - 5 jüdische Siedlungen ab 1885[26]; darunter Bnei Jehuda, oberhalb von Ein Gev, wurde 1891 errichtet, 1920 wegen arabischer Angriffe verlassen und neben den alten Ruinen 1972 neugegründet.
- Nablus - Seit biblischen Zeiten bis in den 1930er-Jahren von Juden besiedelt, nach 1967 wurden mehrere Siedlungen auf den umgebenden Bergen errichtet.
- Jerusalem, heutiges Stadtgebiet – Kfar HaSchiloach (Der Ort war von 1882[27] bis zur Umsiedlung im Jahr 1938 von Juden aus dem Jemen bewohnt. Eine neue Siedlung entstand dort im Jahre 2004 im heute arabischen Stadtteil Silwan.), Shimon HaZadiq (1891 gegründet[28], 1936 nach arabischen Angriffen aufgegeben[29], seit 1999 erneut eine kleine jüdische Wohneinheit); Atarot (1914–1948, seit 1967 Flughafen und Industriepark); Newe Ya'akov (1924 – 1948, 1972 wiedergegründet)[30];
- Totes Meer, Nordspitze - Bet HaArawa (1939 – 1948, 1986 wiedergegründet), Kalia (1929 – 1948, 1972 wiedergegründet)[31]
- Gusch-Etzion-Gemeinden – Sie entstanden zwischen 1943 und 1947 und wurden 1948 zerstört.[32] Die Wiedererrichtung begann 1967. „Diejenigen, die … die Ereignisse von 1948 ausgestanden hatten, konnten nach 19 Jahren an die Orte … ihrer Kindheit und Jugend zurückkehren.“[33]
- Hebron – Seit biblischen Zeiten von Juden besiedelt, wurde die Stadt nach dem Massaker von Hebron im Jahre 1929 aufgegeben und wiederbesiedelt im Jahre 1968.
- Gazastreifen - Kefar Darom: Eine Siedlung bestand von 1946 bis 1948[34], wurde im Jahre 1970 wiederbesiedelt und im Jahre 2005 im Zuge des Abkopplungsplans aufgegeben.

## Bevölkerung
Im Jahr 2016 lebten 391.000 israelische Siedler im Westjordanland, 201.000 in Ost-Jerusalem.
Bis auf die annektierten Gebiete Ostjerusalem und Golan können auch israelische Staatsbürger nur mit Erlaubnis der Regierung in die besetzten Gebiete ziehen.
Nationalreligiöse Juden betonen die historische Verbundenheit der Juden mit den fraglichen Gebieten. Sie glauben, dass Gott den Juden dieses Land versprochen hat, wie es in der Tora geschrieben steht. Sie werden in Europa u. a. lediglich von den 5 bis 15 Mitgliedern im EU-Zusammenschluss „Freunde Judäas und Samarias“ unterstützt. Neben denjenigen, die aus nationalreligiösen Gründen in den Siedlungen wohnen, ziehen auch immer mehr Ärmere in die subventionierten Wohnanlagen, da sie sich die teuren Wohnungen im Raum Tel Aviv nicht leisten können. Laut der Beobachtungsstelle „Peace Now“ zieht nur ca. ein Drittel der Siedler aus einer ideologischen Motivation ins Westjordanland. Die Mehrheit komme, um in den Genuss der staatlichen Subventionsprogramme zu gelangen. Ein Drittel der Siedler sei säkular eingestellt.

## Sprachgebrauch

Israelische (blau) und palästinensische (grün) Siedlungen um Ostjerusalem

- Siedlungen oder Gemeinden: Im Allgemeinen wird bei dem Begriff „Siedlung“ davon ausgegangen, dass es sich um erst kürzlich etablierte Orte handelt. Einige interpretieren die Fakten in diesem Sinne und halten den Begriff Siedlung daher für angemessen, während andere meinen, es handele sich um vollwertige israelische Gemeinden, die nur nach 1967 wiedergegründet wurden, nachdem sie 1948 (oder auch sehr viel früher) aufgegeben werden mussten. Außerdem weisen letztere darauf hin, dass sehr unterschiedliche, mitunter auch stadtähnliche Gebiete als „Siedlungen“ bezeichnet werden, was letztlich irreführend sei.

Auf Hebräisch wird für Siedlungen jenseits der Grünen Linie von den allermeisten Medien und im allgemeinen Sprachgebrauch der Begriff hitnachlujot (hebräisch התנחלויות; Singular hitnachlut, התנחלות) verwendet. Siedler werden mitnachalim (מתנחלים; Singular mitnachel, מתנחל) genannt. Rechtskonservative Unterstützer und die Siedler selbst bezeichnen die Siedlungen als Jischuwim (יישובים; Singular Jischuw, יישוב) und die Siedler als mitjaschwim (מתיישבים; Singular mitjaschew, מתיישב), was mit dem Begriff für Siedlungen im israelischen Kernland identisch ist. Gegner der israelischen Siedlungen halten solche Begrifflichkeiten für euphemistisch.
Auf Arabisch wird der Begriff mustauṭanāt (مستوطنات) für die Siedlungen bzw. mustauṭinīn (مستوطنين) für die Siedler verwendet.
- Westjordanland, West Bank oder Judäa und Samaria: Die Bezeichnungen „Westjordanland“ bzw. „West Bank“ stammen aus der Zeit, als Jordanien das fragliche Gebiet kontrollierte. Sie sind im Deutschen bzw. West Bank im Englischen bei weitem die am häufigsten verwendeten Begriffe. Auch die Vereinten Nationen verwenden sie. Judäa und Samaria ist die offizielle israelische Bezeichnung, die Namen sind biblisch-historischen Ursprungs.
- „Besetzte“ oder „umstrittene“ Gebiete: Der legale Status der Gebiete ist eine vieldiskutierte Frage. Israelis bevorzugen letztere, die Palästinenser bezeichnen jene entweder als Palästina oder – unter Betonung der israelischen Besetzung des Gebietes – als besetzte Gebiete (الأراضي المحتلة al-arāḍī al-muḥtalla) oder palästinensische Territorien.

## Status der Gebiete

### Rechtlicher Hintergrund

#### Internationale Auffassung

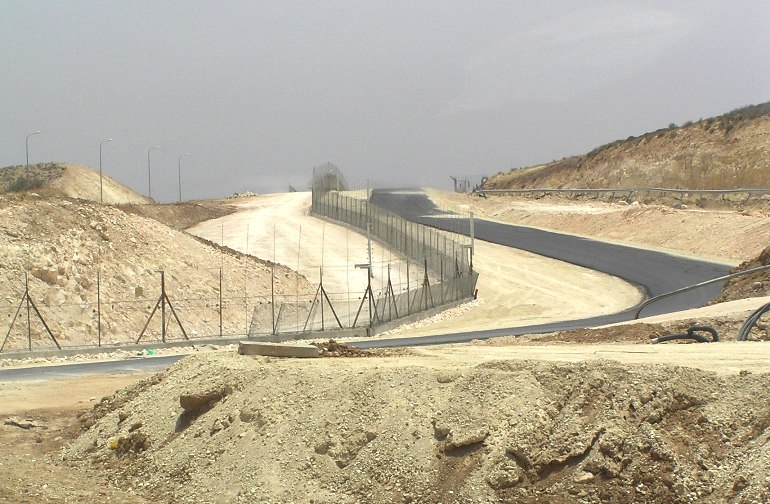
Sperranlage

Grundlage für die Position der internationalen Gemeinschaft ist die auch für Israel verbindliche Vierte Genfer Konvention von 1949, die besagt:

„Die Besetzungsmacht darf nicht Teile ihrer eigenen Zivilbevölkerung in das von ihr besetzte Gebiet deportieren oder umsiedeln.“

Besonders prominent hat 2004 der Internationale Gerichtshof in einem Rechtsgutachten zur israelischen Sperranlage zum Westjordanland die Siedlungen jenseits der Grünen Linie auf dieser Basis als illegal bewertet. Das Gericht argumentierte, dass nach Artikel 2 der Genfer Konvention die Konvention in allen Fällen gilt, in denen es einen bewaffneten Konflikt zwischen zwei vertragschließenden Parteien gibt, unabhängig vom Status der Territorien im internationalen Recht vor einem Angriff.
Entsprechend wurden die Einrichtung und Erweiterung der israelischen Siedlungen im Westjordanland und im Gazastreifen auch vom Sicherheitsrat der Vereinten Nationen mehrmals als illegal bezeichnet, beispielsweise in den Resolutionen 446, 452, 465 und 471. Am 23. Dezember 2016 befand der Sicherheitsrat in der Resolution 2334, dass die Siedlungen einen flagranten Verstoß gegen das Völkerrecht darstellen, der Zweistaatenlösung entgegenstünden und Israel die Siedlungsaktivitäten beenden müsse. Die USA legten das erste Mal in 36 Jahren kein Veto zugunsten Israels ein.
Im Jahr 2024 stufte der Internationale Gerichtshof in einem von der UN-Vollversammlung beauftragten Rechtsgutachten die israelische Siedlungspolitik in den besetzten palästinensischen Gebieten als Verstoß gegen Artikel 49 der Vierten Genfer Konvention ein. Das Gericht forderte die Zahlung von Reparationen und die Rückgabe des seit 1967 von Israel in Besitz genommenen Lands. Im selben Jahr verabschiedete die UN-Vollversammlung die Resolution ES-10/24, die Israel auffordert, „sich an das Völkerrecht zu halten und seine Streitkräfte abzuziehen, alle neuen Siedlungsaktivitäten sofort einzustellen, alle Siedler aus den besetzten Gebieten zu evakuieren und Teile der Trennmauer abzubauen, die es im besetzten Westjordanland errichtet hat.“ Für die völkerrechtlich nicht bindende Resolution, die Israel eine Frist von 12 Monaten zur Umsetzung der Forderungen setzt, stimmten 124 Staaten, 14 Staaten votierten gegen sie und 43 Staaten enthielten sich.

#### Interpretationen in Israel
In Israel sind unterschiedliche Interpretationen des rechtlichen Hintergrunds verbreitet.
Bedeutsam für die Position der Regierung sind vor allem der sog. „Sasson-Report“ von 2005 und der „Levy-Report“ von 2012, die beide von ihr in Auftrag gegeben wurden. In ersterem wird differenziert zwischen legalen und illegalen Siedlungen und definiert, welche Siedlungen nach nationalem israelischem Recht als legal gelten können. Unter anderem heißt es dort (nach dem Wortlaut der Zusammenfassung):
Erstens muss die Entscheidung zur Errichtung einer Siedlung von der zuständigen politischen Ebene getroffen werden. Regierungsbeschlüsse haben immer erklärt, dass die Errichtung einer neuen Siedlung, entweder innerhalb Israels oder in den Gebieten, einen Regierungsbeschluss erfordert. Eine solche Errichtung erfordert verschiedene Überlegungen – wirtschaftliche, soziale, geografische, politische, öffentliche und andere.
Die Errichtung einer israelischen Siedlung in den Gebieten Judäa, Samarien und Gaza erfordert zusätzliche Überlegungen, einschließlich internationaler und nationaler politischer sowie sicherheitsrelevanter Aspekte. Allein die zuständige politische Ebene ist qualifiziert, solche Überlegungen anstellen zu können, und allein sie trägt die Verantwortung für eine solche Entscheidung.

In letzterem wird sowohl nationales israelisches als auch internationales Recht interpretiert. Nach dieser Interpretation ist die Vierte Genfer Konvention für die Legalität israelischer Siedlungen irrelevant, da das Westjordanland erstens nicht eigentlich „besetztes“ Gebiet sei und da zweitens die „Umsiedelung“ israelischer Staatsbürger ins Westjordanland von anderer Art sei als die Umsiedelung, von der in der Genfer Konvention gesprochen wird:
Unsere grundlegende Schlussfolgerung ist, dass aus der Sicht des Völkerrechts die klassischen Gesetze der „Besetzung“, wie sie in den relevanten internationalen Konventionen festgelegt sind, aufgrund der einzigartigen und sui generis historischen und rechtlichen Umstände von Israels Präsenz in Judäa und Samarien über Jahrzehnte hinweg nicht als anwendbar angesehen werden können.
Zudem können die Bestimmungen der Vierten Genfer Konvention von 1949 bezüglich der Umsiedlung von Bevölkerungen nicht als anwendbar angesehen werden und waren nie dafür gedacht, auf die Art von Siedlungsaktivität, die von Israel in Judäa und Samarien durchgeführt wird, angewendet zu werden.
Daher kann nach internationalem Recht das Siedlungsrecht der Israelis in Judäa und Samarien nicht als illegal betrachtet werden, und die Errichtung von Siedlungen kann nicht als solche als illegal angesehen werden.
Grundlage für die Einschätzung, dass das Westjordanland nicht eigentlich „besetztes“ Gebiet ist, ist (1) die Annahme, dass nur kurzzeitig besetzte Gebiete als „besetztes“ Gebiet gälten, beim Westjordanland aber „niemand absehen könne, wann und ob überhaupt [die Besatzung] enden werde“, und (2) die Auffassung, dass nur Gebiete souveräner Staaten „besetzt“ werden können, dass Palästina aber nie diesen Status gehabt habe. Und Grundlage für die Einschätzung, die „Umsiedelung“ israelischer Staatsbürger ins Westjordanland sei von anderer Art als die Umsiedelung, von der in der Genfer Konvention gesprochen wird, ist die Annahme, dass Artikel 49 sich nur auf den (3) von Staaten (4) erzwungenen Transfer großer Bevölkerungsteile beziehe, es sich bei den Siedlungen aber um einen freiwilligen Umzug handle, der bisweilen gar gegen den Willen der israelischen Regierung geschehe.
Die Regierung betrachtet hiernach als letztes verbindliches Rechtsinstrument das britische Völkerbundsmandat für Palästina, welches das Recht auf jüdische Besiedlung im gesamten vom britischen Mandat ausgewiesenen Gebiet anerkannte und das von der UNO unter Artikel 49 der Charta der Vereinten Nationen aufrechterhalten wurde.

Die Vorannahmen der Levy-Kommission werden international jedoch mehrheitlich nicht geteilt:
Von keiner bekannten primären oder sekundären Quelle wurde je die Anwendbarkeit des Rechts der kriegerischen Besetzung auf lang andauernde Besetzung in Frage gestellt. [Zu (1)]. (…)
Die Aufnahme Palästinas als Mitgliedsstaat in verschiedene internationale Regierungsorganisationen, gekoppelt mit Palästinas Beitritt zum Römischen Statut, hat die Debatte, ob es die Kriterien der Staatlichkeit erfüllt oder nicht, nicht endgültig geklärt, aber es bezeugt sicherlich die bei der überwältigenden Mehrheit [der Staaten vorherrschende] Ansicht der internationalen Gemeinschaft über das Recht der Palästinenser, Selbstbestimmung in Form eines palästinensischen Staates in den besetzten palästinensischen Gebieten auszuüben. [zu (2)] (…)
Die vorherrschende Ansicht des Sicherheitsrates, der [UN-]Generalversammlung, des Internationalen Gerichtshofs, aller Expertenkommissionen der Vereinten Nationen, einschließlich des Menschenrechtsausschusses, des Ausschusses für wirtschaftliche, soziale und kulturelle Rechte und des Ausschusses zur Beseitigung von Rassendiskriminierung, sowie die überwiegende Mehrheit der internationalen Rechtsexperten ist, dass die [israelischen] Siedlungen [sehr wohl] den Transfer von Bewohnern der Besatzungsmacht in das besetzte Gebiet bedeuten, ein Transfer, den die Bestimmung unabhängig von ihrem Motiv verbietet. … Der Levy-Report erwähnt leider keine dieser Quellen, geschweige denn, dass er sich mit einer davon auseinandersetzt. Er zitiert den ICRC-Kommentar als eine Quelle, die seine Interpretation von Artikel 49 unterstütze. Der Kommentar bietet jedoch keine solche Unterstützung; tatsächlich betrachtet er im Lichte des Erhaltungsprinzips jegliche demografische Veränderung als verboten. [zu (3–4)]
Der oberste Gerichtshof  sieht israelische Siedlungen im Westjordanland grundsätzlich als potentiell legal an. Gleichzeitig ist er wiederholt damit in Erscheinung getreten, dass er auch von der Regierung legitimierte Siedlungen als illegal erklärt hat. Im Jahr 2012 etwa urteilte er über einzelne Siedlungen, dass diese teilweise auf palästinensischen Grundstücken stehen und daher nicht nachträglich legalisiert werden können. Dies betraf den Ortsteil Ulpana von Bet El, der im Sommer 2012 geräumt wurde und die Außenposten Migron und Amona, die 2012 geräumt wurden.
Im Jahr 2020 erklärte er die Enteignungen von palästinensischen Landbesitzern im Westjordanland erneut für verfassungswidrig, nachdem im Jahr 2017 ein entsprechendes Gesetz zur Legitimation der Enteignungen erlassen worden war.
Auch die israelische Zivilgesellschaft ist gespalten. Auf der einen Seite existieren mehrere der Siedlerbewegung und damit der Position der Regierung nahestehende Organisationen. Von diesen wird häufig als ein weiteres Argument gegen einen Abbruch der Besiedlung angeführt, dass ohnehin die „Abgabe“ von Gebieten nicht zwangsläufig zu Frieden führe. Dies habe der Verzicht auf den Gazastreifen und die Auflösung der dortigen Siedlungen im Sommer 2005 gezeigt.
Auf der anderen Seite stehen mehrere NGOs, die die Auffassung der israelischen Regierung nicht teilen, weil die israelische Siedlungstätigkeit grundsätzlich nicht mit den Menschenrechten vereinbar sei. Besonders prominent sind darunter die Menschenrechtsorganisationen B’Tselem, Jesch Din und Gisha, die Friedensbewegung Peace Now sowie die Organisation ehemaliger israelischer Soldaten Breaking the Silence.

### Diskussionen um Rechtmäßigkeit des Landerwerbs
Von israelischer Seite wird geltend gemacht, dass die absolute Mehrheit der Gebiete, die derzeit von den Siedlungen in Anspruch genommen werden, entweder dem Staat gehörten, von dem sie gepachtet seien, oder rechtmäßig von den Palästinensern gekauft worden seien. Es sei nicht illegal, auf diese Weise Land zu erwerben. Für die Enteignung von palästinensischem Land wird von der israelischen Zivilverwaltung auch ein osmanisches Gesetz von 1858 angewandt. Damit kann Land vom Staat enteignet werden, wenn es längere Zeit nicht mehr bebaut wird.
Gegner dieser Ansicht sagen, das vakante Land habe entweder geflohenen Arabern gehört oder sei gemeinschaftliches Land gewesen, das kollektiv einem Dorf gehört habe. Diese Praxis hatte sich unter osmanischer Herrschaft gebildet, die Briten und die Jordanier versuchten allerdings seit den späten 1920er Jahren erfolglos, diese Praxis zu beenden.
Die israelische Nichtregierungsorganisation Schalom Achschaw schrieb in einem 2006 veröffentlichten und 2007 noch einmal aktualisierten Dokument, dass rund 32 % des Siedlungsgebiets auf Land errichtet wurde, das sich in palästinensischem Privatbesitz befindet.
Im Januar 2009 vermeldete die israelische Tageszeitung Haaretz, an eine geheime Siedlungsdatenbank gelangt zu sein, die vom Verteidigungsminister Ehud Barak wegen ihrer politischen Brisanz zurückgehalten werde. Die Datenbank legt dar, dass in 75 % aller Siedlungen im Westjordanland Bebauungen zum Teil in erheblichem Umfang ohne Genehmigung oder sogar gegen israelische Bestimmungen vorgenommen worden seien. In über 30 Siedlungen seien Gebäude und Infrastruktur (Straßen, Schulen, Synagogen, Jeschiwot und auch Polizeistationen) auf Privateigentum von Palästinensern errichtet worden.

### Außenposten

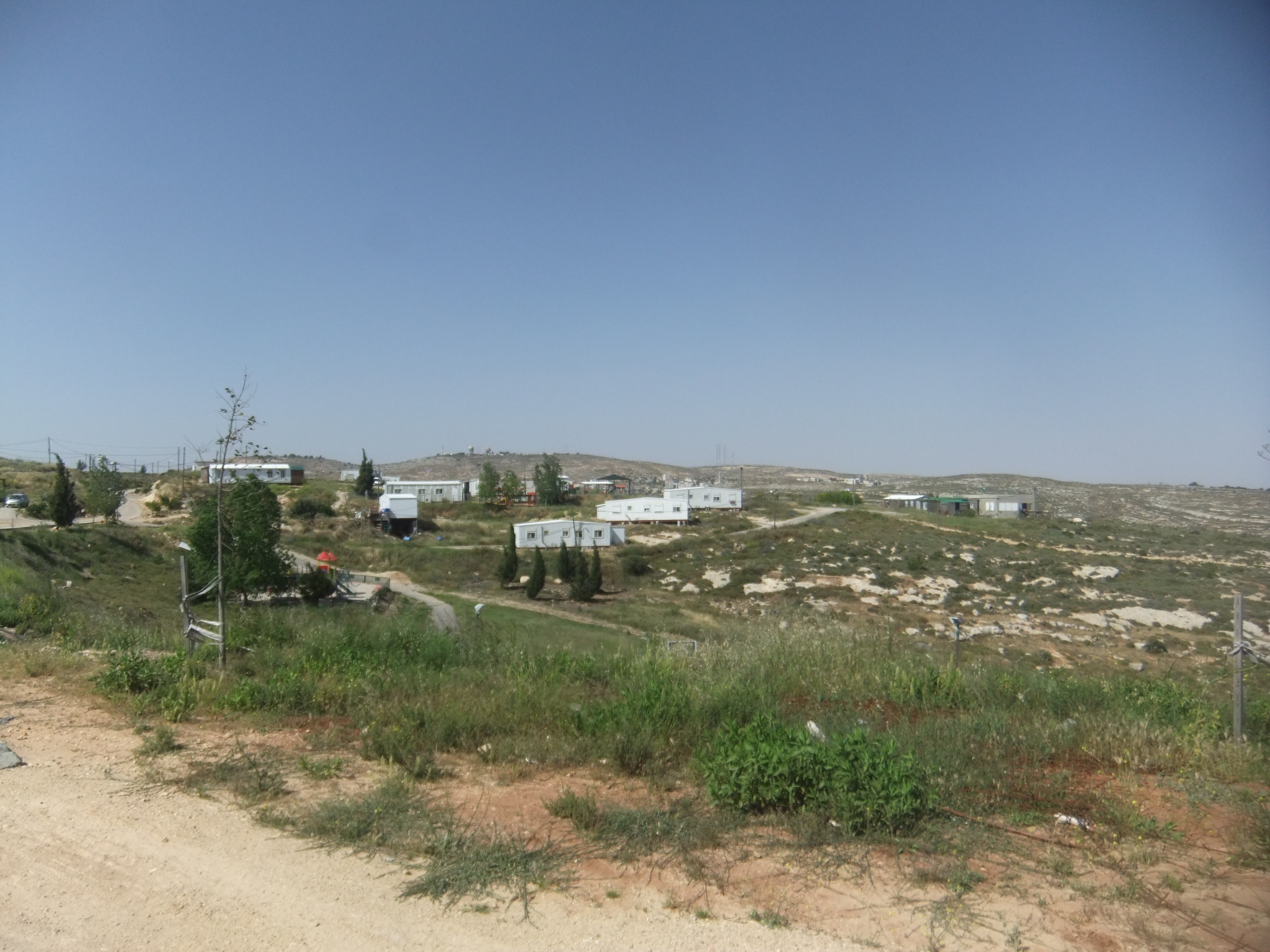
Außenposten Amona

Nach israelischem Recht ist ein Außenposten eine Siedlung, die ohne die erforderliche Genehmigung der israelischen Regierung errichtet wurde.
In einigen Fällen wurde der Abriss bestehender Außenposten angeordnet. Im Juni 2014 erhielten Palästinenser nach 6 Jahre dauerndem Rechtsstreit erstmals Schadenersatz für entgangene Einkünfte aus ihrem Land, weil der Staat den dort illegal errichteten Außenposten Amona trotz Anordnung der Zivilbehörde nicht evakuiert hat. Im Vergleich wird bestätigt, dass die Errichtung der Gebäude nicht nur ohne Genehmigung erfolgt war, sondern auch mit staatlichen Mitteln gefördert worden war.
Ein vom damaligen Ministerpräsidenten Ariel Scharon in Auftrag gegebener Regierungsbericht aus dem Jahr 2005 beschreibt heimliche Kooperationen zwischen verschiedensten Ministerien und offiziellen Stellen, um die so genannten „Wildcat“-Außenposten zu konsolidieren, die von Siedlern vor mehr als 10 Jahren errichtet wurden. Der von der ehemaligen Vorsitzenden der israelischen Staatsanwaltschaft Talia Sasson leitend verfasste Bericht offenbarte, dass das Ministerium für Bauwesen und Wohnungsbau zwischen 2000 und 2004 einen Betrag von 71,87 Mio. Shekel zur Finanzierung nicht genehmigter Außenposten verwendet hatte. Sasson nannte es eine „eklatante Rechtsverletzung“ und stellte fest, dass der Prozess der Erweiterung der Außenposten weitergetrieben werde.
Eine von Netanjahu im Januar 2012 eingesetzte Juristenkommission unter dem ehemaligen Obersten Richter Edmund Levy hingegen empfahl, die selbst nach israelischem Gesetz als illegal geltenden Außenposten zu legalisieren.
Die israelischen Regierungen hätten ihr „stillschweigendes Einverständnis“ für die Bauten gegeben, indem sie den Bau offiziell für illegal erklärt und ihn gleichzeitig gefördert hätten.
In Folge der Räumung des Außenpostens Amona verabschiedete das Parlament im Februar 2017 das umstrittene Legalisierungsgesetz, dass etwa 4000 Siedlerhäuser, die auf privatem palästinensischem Land errichtet worden sind, nachträglich legalisiert.
Während die Awoda Abgeordnete Merav Michaeli kritisierte: „Wir brauchen hier Sicherheit. Wir wollen in Ruhe und Wohlstand leben, und um dies zu erreichen gibt es keine andere Wahl, als für diesen Konflikt mit den Palästinensern eine Lösung zu finden. Das Legalisierungsgesetz ist nur ein weiterer Schritt, den Kopf in den Sand zu stecken, denn die Palästinenser werden nicht verschwinden, auch wenn wir ein Legalisierungsgesetz verabschieden.“, fragte Bildungsminister Naftali Bennett: „Seit fünfzig Jahren warten wir auf eine Normalisierung. … Wollen wir, dass in Judäa und Samaria ein palästinensischer Staat entsteht oder wollen wir israelische Souveränität über die so genannten C-Gebiete gemäß Plan Bennett?“ Das Gesetz wurde im August 2017 durch das Oberstes Gericht vorläufig gestoppt.
Im April 2018 erhielten die Bewohner des Außenpostens Havat Gilad rückwirkend eine Baugenehmigung als Reaktion auf den Mord an Rasiel Schevah, einem der Einwohner der Siedlung.

### Pläne zur Annexion der Siedlungen
Im Westjordanland gilt auch für israelische Staatsbürger offiziell die Militärgerichtsbarkeit und nicht das israelische Recht. In der Praxis werden Fälle von Bewohnern der Siedlungen jedoch vor einem zivilen Gericht (Bezirksgericht Jerusalem) verhandelt. Es gibt Bestrebungen, diesen Rechtsstatus zu ändern und das israelische Recht auch auf die Siedlungen auszudehnen. Da dies de facto einer Annexion der Siedlungen gleichkäme und international verurteilt würde, kam dieser Plan noch nicht in die Knesset.
Schalom Achschaw wirft der Siedlerbewegung vor, sie arbeite seit Jahrzehnten daran, eine Zwei-Staaten-Lösung unmöglich zu machen. Immer mehr politisch motivierte jüdische Siedler zögen gezielt in den arabischen Teil Jerusalems, um Tatsachen zu schaffen. Je durchmischter die Nachbarschaften, desto schwieriger sei es, den Osten Jerusalems im Falle eines Friedensschlusses und der Gründung eines Staates Palästina den Palästinensern zuzuschlagen.
Laut einem Haaretz-Kommentar ist die Siedlungstätigkeit aber nicht so weit fortgeschritten, dass nur mehr die Annexion des Westjordanlandes praktikabel sei, wie die Siedlerbewegung immer wieder publiziert. Auch wenn Siedlungen in fast allen Landesteilen existieren, wohnen 85 % der Siedler in den großen Siedlungsblöcken. 93 % der Gebäude dienen Wohnzwecken, die meisten Betriebe gibt es in 14 Industriezonen, in denen vor allem Palästinenser beschäftigt werden. Daraus ergibt sich, dass der Großteil der Bewohner im israelischen Kernland arbeitet und im Falle einer Aufgabe von Siedlungen nicht automatisch ihre Arbeitsplätze verlöre.

In orange vorgesehenes Annexionsgebiet Jordantal und nördliches Totes Meer

Das Zentralkomitee der Regierungspartei Likud verabschiedete Ende 2017 eine Resolution, in der die Annexion des besetzten Westjordanlandes, wörtlich die Ausweitung der „Souveränität Israels auf Judäa und Samaria“ gefordert wird. Regierungschef Netanjahu war bei der Abstimmung nicht anwesend.
Vor der Parlamentswahl in Israel September 2019 kündigte Regierungschef Benjamin Netanjahu an, er wolle im Falle seiner Wiederwahl das an der Grenze zu Jordanien gelegene Jordantal annektieren. Er präzisierte später, er wolle lediglich alle jüdischen Siedlungen im Jordantal sowie das „nördliche Tote Meer“ annektieren, während palästinensische Orte wie Jericho unberührt blieben. Dies entspricht jedoch ca. 90 % des fraglichen Gebiets. Netanjahus aussichtsreichster Herausforderer, Benjamin Gantz vom Parteien-Bündnis „Blau Weiß“, reklamierte die Idee dieser Annexion in einer Reaktion daraufhin für sich. Unter den israelischen Parteien lehnen nur das israelische Linksbündnis und die arabischen Parteien die Annexionspläne grundsätzlich ab. Alle anderen streben ebenfalls die Annexion des Jordantals an. UN-Generalsekretär António Guterres kritisierte die Annexionspläne als schwerwiegenden Verstoß gegen das Völkerrecht, welcher verheerend für die Möglichkeit einer Wiederbelebung von Verhandlungen und des regionalen Friedens sei, die Chance auf Frieden in der Region erheblich mindere und eine Zweistaatenlösung zwischen Israelis und Palästinensern erschwere.
Auch die EU stellte sich gegen Netanjahus Wahlversprechen. Die Europäische Union werde keine einseitigen Änderungen der vor 1967 bestehenden Grenzen anerkennen, die israelische Siedlungspolitik und -tätigkeit sei nach dem Völkerrecht illegal.
Im März 2024 erklärte die israelische Regierung 800 Hektar Land des Westjordanlands zu eigenem Staatsgebiet. Nach Angaben der israelischen Organisation Freedom Now, die den Bau israelischer Siedlungen im Westjordanland beobachtet, handelt es sich um die größte Annexion von Land in den Palästinensergebieten seit den Oslo-Abkommen von 1993.

### Straßen schaffen Fakten
Mit dem Ziel, dass sich weitere 1.000.000 Siedler im Westjordanland niederlassen, wurde von der Regierung Netanyahu ein Masterplan für den Straßenbau vorgelegt, mit dem die Siedlungen mit dem „Rest des Landes“ verbunden werden sollen und mit denen eine „faktische Souveränität“ über das Westjordanland hergestellt werden soll. Der Masterplan strebt eine Trennung der Verkehrswege zwischen Palästinensern und Israelis an, so dass Siedler keine palästinensischen Zentren mehr durchqueren müssen, um zu ihren Siedlungen zu gelangen.
In einer Arte-Reportage wird der Plan als „Schlussstein einer methodischen und entschlossenen Eroberung“ bezeichnet.
Mit den neuen Straßen gelangen die Siedler schneller in die Metropolen Jerusalem oder Tel Aviv und entlasten den in den Großstädten angespannten Wohnungsmarkt. Von den im Westjordanland lebenden Palästinensern kommt wenig Gegenwehr, da durch den Straßenbau viele Arbeitsplätze entstehen.

### Behandlung des speziellen Status durch die EU
Der Gerichtshof der Europäischen Union entschied am 25. Februar 2010, dass Produkte aus dem Westjordanland nicht unter die Zollpräferenzregelung des Abkommens EG-Israel fallen.
Im Juli 2013 erließ die EU neue Richtlinien, die festlegten, dass Firmen mit Verbindungen zu Siedlungen an EU-finanzierten Projekten nicht mehr teilnehmen dürfen. Dies sorgte in der israelischen Regierung für Proteste, da davon auch das Wissenschaftsprojekt Horizont 2020 betroffen ist. Das niederländische Wasserversorgungsunternehmen Vitens beendete aus ähnlichem Grund die Zusammenarbeit mit der israelischen Mekorot, die im Westjordanland nach Wasser bohrt. Mekorot wurde auch beschuldigt, die Palästinenser bei der Wasserversorgung diskriminiert zu haben. Eine Studie des israelischen Begin-Sadat-Zentrum kam zu dem Ergebnis, dass beinahe kein Unterschied im Pro-Kopf-Verbrauch natürlichen Wassers zwischen Israelis und Palästinensern besteht.
Im November 2015 stellte die EU-Kommission in einer „Deutungsmitteilung“ fest, wie die bestehenden Regelungen zur Kennzeichnung des Produktionslandes von Kosmetika und landwirtschaftlichen Erzeugnissen auszulegen sind. Sowohl bei diesen Produkten, wo eine Kennzeichnung verpflichtend ist, als auch bei freiwilliger Kennzeichnung anderer Produkte dürfe diese nicht irreführend sein. Die Kommission schlägt daher die Bezeichnungen „Produkt aus dem Westjordanland (Israelische Siedlung)“ oder „Produkt von den Golanhöhen (Israelische Siedlung)“ vor, während außerhalb der Siedlungen produzierte Produkte die Bezeichnung „Produkt aus dem Westjordanland (Palästina)“ oder „Produkt aus Palästina“ tragen sollen. Die Bezeichnung „Made in Israel“ sei in beiden Fällen unzutreffend und irreführend. Israelische Politiker reagierten verärgert, der EU-Botschafter wurde in das israelische Außenministerium zitiert. Ministerpräsident Benjamin Netanjahu verglich die Regelungen mit dem Boykott jüdischer Produkte durch die Nazis. Israelische Politiker wiesen darauf hin, dass Produkte aus der durch Marokko besetzten Westsahara nicht ebenso in der EU gekennzeichnet werden müssten.
Am 12. November 2019 hat der Europäische Gerichtshof verfügt, dass innerhalb der EU für Produkte aus Siedlungsgebieten neben der Kennzeichnung „made in Israel“ ein zusätzlicher Hinweis angebracht werden muss. Laut Sprecherin der EU-Botschaft in Israel gehöre es zur Konsumpolitik der EU, dass der Ursprung „klar und nicht irreführend“ sei. Der israelische Professor Arie Reich hält das Urteil für einseitig gegen Israel gerichtet, da die EU Produkte aus anderen besetzten Gebieten wie Nord-Zypern ohne besonders Kennzeichnung importiere. Bei den Palästinensern hingegen wurde das Urteil begrüßt. Die EU-Staaten sollten nun ihrer „juristischen und politischen Pflicht“ nachkommen. Der SPD-Europaabgeordnete Dietmar Köster konstatierte, dass Palästinenser, die in den dortigen Unternehmen arbeiten, unter dem voraussichtlichen Rückgang der produzierten Produkte am meisten leiden. Zudem könne die Etikettierung von Waren aus den umstrittenen Regionen für Kampagnen instrumentalisiert werden, die das Existenzrecht Israels infrage stellen. Die Siedler-Organisation Jescha-Rat rügte das Urteil als „heuchlerisch“, es habe seinen Ursprung „in den tiefsten Schichten des Antisemitismus“.

### Haltung der USA

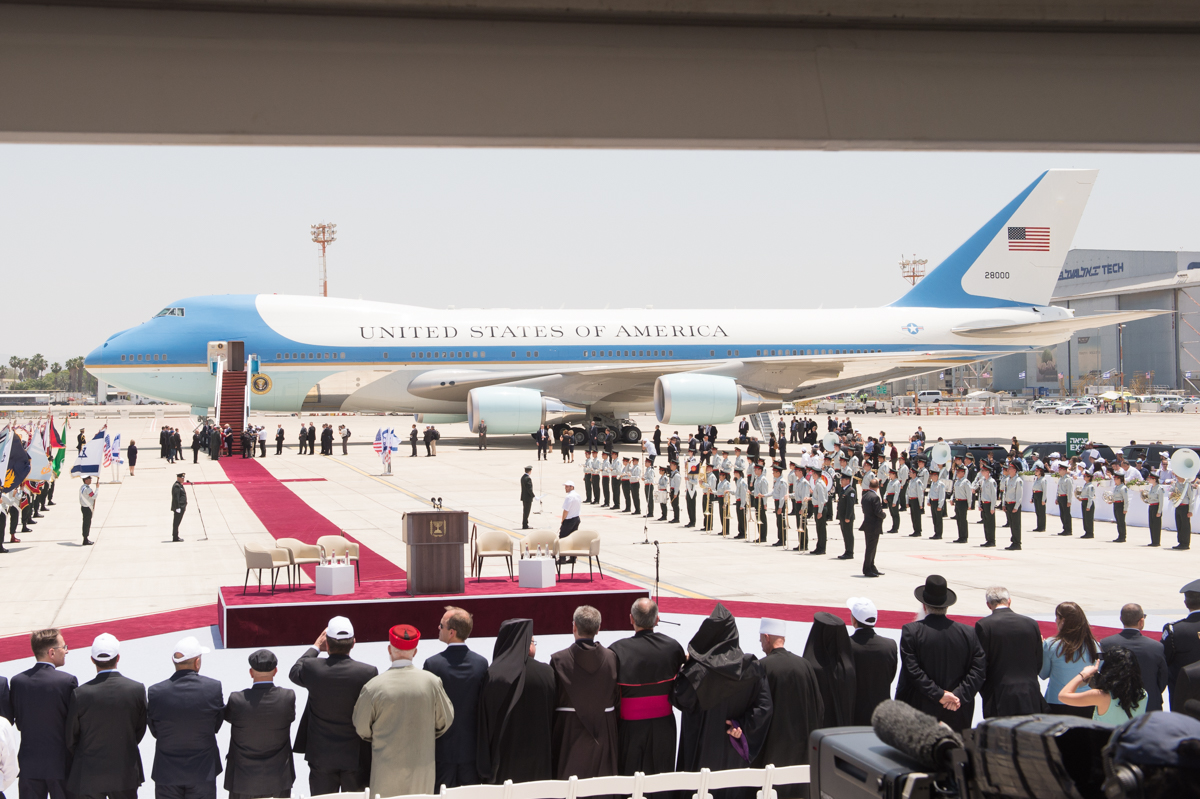
Trump in Israel

Wegen der Siedlungen kam es mehrmals zu Verstimmungen zwischen Israel und den USA. Im Jahre 1991 hielten die USA einen günstigen Kredit zurück, um Druck auf Israel hinsichtlich des Weiterbaus an Siedlungen im Korridor von Jerusalem und Betlehem auszuüben.
Der ehemalige US-Präsident Jimmy Carter bezeichnete 2000 den Beschluss der UN-Vollversammlung, wonach die Siedlungen „illegal und ein Hindernis für den Frieden“ seien zugleich als die seit langem gültige Haltung Amerikas. Die Regierung George W. Bushs bezeichnete die Siedlungen als „nicht hilfreich“ für den Friedensprozess. US-Präsident Barack Obama sagte in seiner Kairo-Rede 2009: „Die Vereinigten Staaten betrachten die fortgesetzte israelische Besiedelung nicht als legitim. Sie verletzt bestehende Abkommen und untergräbt die Bestrebungen, Frieden zu erreichen. Es ist an der Zeit, dass diese Besiedelung aufhört.“ Auf Netanjahus Ankündigung weiterer Siedlungen im September 2009 reagierte das Weiße Haus mit einer Pressemitteilung, in der sie den Stopp der Ausdehnung fordert.
US-Präsident Donald Trump befand im Februar 2018, der Siedlungsbau erschwere den Nahost-Friedensprozess. Nach der Wahl von Trump gab es allerdings einen Ausgabenschub in den Siedlungen, die Aufwendungen für Straßen, Schulen und öffentliche Gebäude stiegen 2017 im Westjordanland um 39 %. Sowohl Befürworter als auch Kritiker der Siedlungsbewegung hatten zuvor von einem „Trumpeffekt“ gesprochen, der Erwartung, dass die freundlichere Herangehensweise des Präsidenten zu einem erweiterten Ausbau der Siedlungen führe. Am 18. November 2019 erklärte die US-Regierung durch ihren Außenminister Mike Pompeo, dass der israelische Siedlungsbau im Westjordanland legal sei und nicht gegen internationales Recht verstoße.

## Gewalt in den Siedlungen

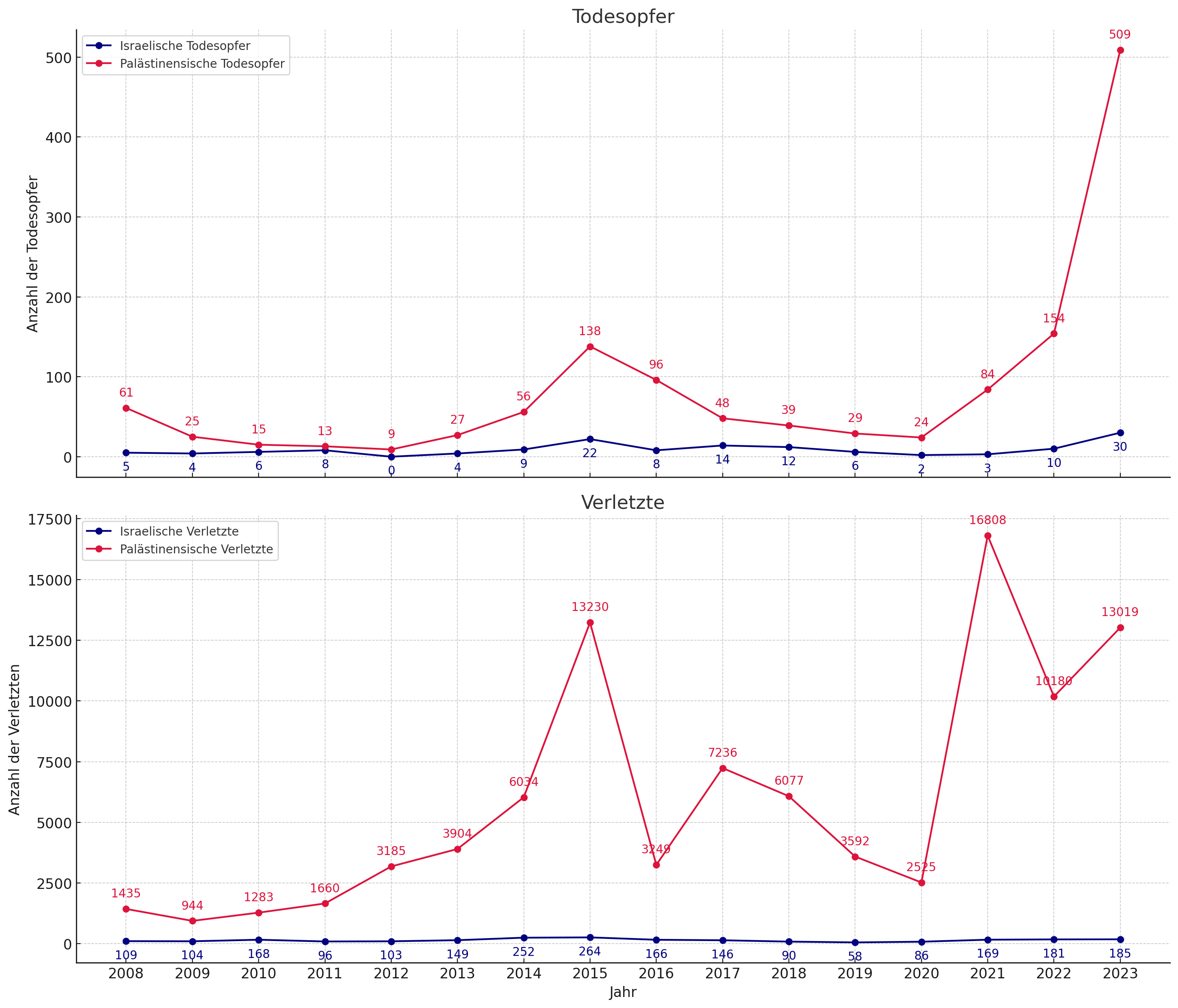
Opfer gewalttätiger Auseinandersetzungen zwischen Palästinensern und Israelis im Westjordanland.

Im Zusammenhang mit den Siedlungen kommt es immer wieder zu gewalttätigen Auseinandersetzungen im Westjordanland. Zahlenmäßig überwiegen Angriffe von Israelis auf Palästinenser, die im Zuge des Kriegs in Israel und Gaza seit 2023 noch einmal stark zugenommen haben. Auch Sachbeschädigung und Zerstörung von in der Nähe von Siedlungen liegenden Ölbäumen und Landwirtschaftsflächen aus Rache oder zur Vertreibung von Landwirten kommen immer wieder vor. Laut IKRK wurden allein zwischen 2007 und 2010 10.000 Ölbäume von Siedlern umgeschnitten oder verbrannt. Diese Übergriffe werden laut Haaretz jedoch von den Behörden und Medien selten weitergegeben.
Auch Siedler werden d. Ö. Opfer von Angriffen in den Siedlungen oder auf den Straßen dorthin. Die Terrororganisation Hamas bezeichnet israelische Siedler als „legitimes Angriffsziel“. Aufsehen erregten besonders die Fälle eines erschossenen Babys in Hebron um 2001 und die Ermordung einer Familie in der Siedlung Itamar um 2011.
Während Palästinenser für ihre Angriffe intensiv verfolgt werden, ist dies bei Siedlern seltener der Fall. Ende 2013 fällte erstmals ein Militärrichter einen Freispruch gegen Palästinenser, die wegen Steinwürfen angeklagt waren, weil der Siedler auf der Gegenseite, der ebenfalls Steine geworfen hatte, in keiner Weise belangt worden war.
Nach den ersten Evakuierungen illegaler Außenposten durch die israelische Armee führte eine extremistische Gruppe aus dem Umkreis der Siedler die so genannte „Preisschildpolitik“ (englisch pricetag) ein. Für jeden von der israelischen Armee zerstörten illegalen jüdischen Außenposten wird palästinensisches Eigentum als „von den Palästinensern zu bezahlender Preis“ zerstört. Dabei wurden auch Moscheen angezündet. Am 7. September 2011 „bestrafte“ diese extremistische Gruppe erstmals auch die israelische Armee für eine zwei Tage zuvor durchgeführte Evakuierung. Ein Armeestützpunkt wurde verwüstet und dort geparkte Fahrzeuge beschädigt.
Zwei Tage davor war schon in diesem Zusammenhang eine palästinensische Moschee beschädigt worden, ein Akt, der auch von der EU verurteilt wurde. In den darauffolgenden zwei Jahren richteten sich die Attacken vermehrt auch gegen christliche Ziele. Laut einem Bericht des Schin Bet stecken hinter den Price-Tag-Attacken vor allem um die 100 Anhänger Yitzchak Ginsburghs aus der Umgebung der Siedlung Jitzhar.
Doch es gibt auch Beispiele von Kooperation beider Seiten; so berichtete die Journalistin Amira Hass von der Zeitung Haaretz darüber, dass in „feinen“ Geschäften in Ramallah Produkte aus der Siedlung Tekoa zu finden seien und eine Gruppe der dortigen Siedler eine Zweistaatenlösung vertreten würde.

## Vertreibung von palästinensischen Bauern durch israelische Siedler
Ab Ende des 2010er Jahrzehnts begannen israelische Siedlungsbewohner palästinensische Bauern gewaltsam von Landflächen im Westjordanland zu vertreiben. Innerhalb weniger Jahre dehnte sich die von israelischen Siedlern beanspruchte Landfläche im Westjordanland auf das doppelte der Siedlungsfläche aus. Laut Studien der israelischen Menschenrechtsorganisation B’Tselem und der Friedensbewegung Peace Now stieg die Zahl der Gewalttaten gegen Palästinenser zwischen 2019 und 2020 von 363 auf 507. In der ersten Hälfte 2021 wurden bereits 416 Fälle registriert. Dokumentiert ist, dass das israelische Militär bei Überfällen auf palästinensische Bauern nicht eingriff.

## Die Aufgabe von Siedlungen und Friedensvorschläge

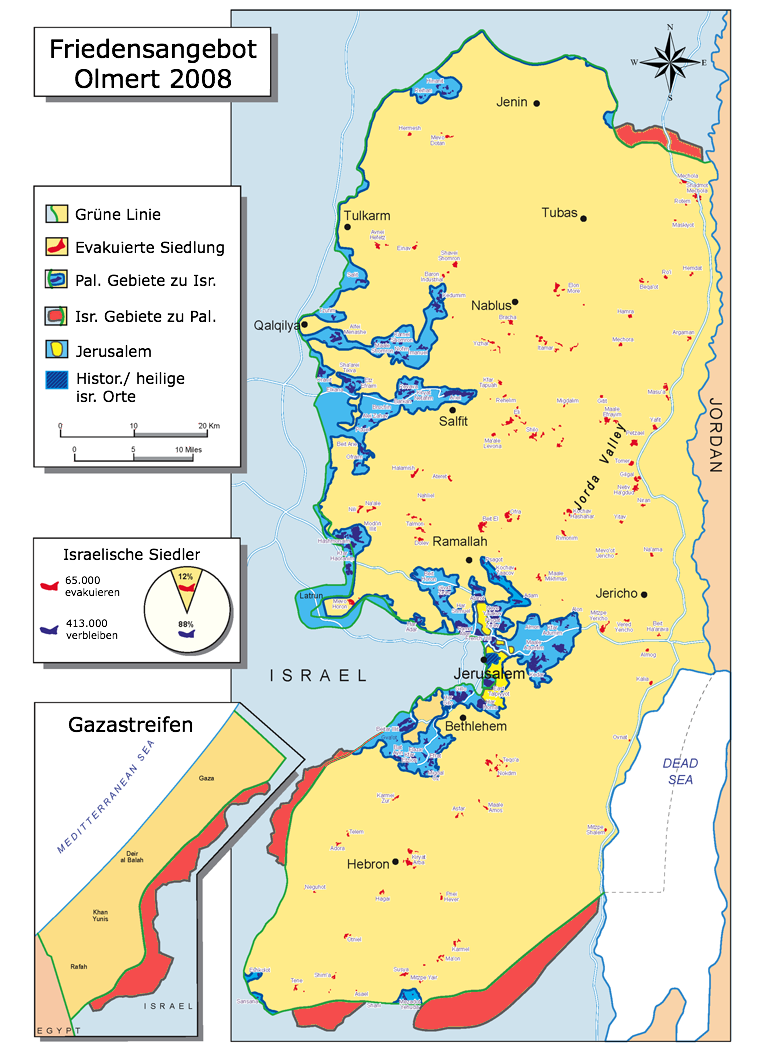
Der vom israelischen Ministerpräsidenten Ehud Olmert 2008 angebotene Friedensplan sah einen Gebietsaustausch zwischen Israel und einem zukünftigen palästinensischen Staat vor, bei welchem Israel die Siedlungsblöcke (blau) behält und dafür den palästinensischen Gebietsverlust mit anderen Gebieten (rot) kompensiert. Mahmoud Abbas lehnte diesen Plan jedoch ab

Die bisherigen israelischen und amerikanischen Friedensvorschläge sahen vor, dass Israel im Rahmen eines Friedensvertrages große Siedlungsblöcke behält. 80 % aller Siedler wohnen in fünf Siedlungsblöcken (Maʿale Adummim, Modiʿin Illit, Ariel, Gusch Etzion und Giv'at Seev).
Laut Mitchell G. Bard, Direktor der Jewish Virtual Library, ist es unvorstellbar, dass Israel große Städte wie Ma'ale Adumim mit einer Bevölkerung von etwa 40.000 evakuieren würde, selbst nach einem Friedensabkommen mit den Palästinensern. Sogar Jassir Arafat habe in Camp David die Idee akzeptiert, dass die großen Siedlungsblöcke Teil von Israel sein würden.
Ehud Olmerts Friedensplan von 2008 sah dabei eine Kompensation durch israelische Gebiete vor.
Durch einen Austausch von 4,73 % des Territoriums des Westjordanlands wäre in einer möglichen Konfliktlösung die Gründung eines zusammenhängenden palästinensischen Staats möglich ohne Zwangsevakuierung der Mehrheit der israelischen Siedler.